# Енні Лондондеррі
Анна Коен, у шлюбі Коен Копчовська (латис. Anna Kopčovska), або Енні Лондондеррі (англ. Annie Londonderry; нар. 1870 — пом. 11 листопада 1947) — американська мандрівниця, журналістка і підприємиця, що першою з жінок об'їхала навколо світу на велосипеді. Феміністка та «нова жінка» свого часу.

## Життєпис

### Ранні роки та шлюб
Анна Коен народилася 1870 року в Латвії. Мала старших сестру Сару та брата Беннетта. У 1875 році її сім'я переїхала до Бостона у США, де вона у 5 років отримала американське громадянство.
У 1887 році батьки померли. Її старша сестра Сара на той момент вже була одружена і жила в іншому штаті, тому турботу про молодших брата (10 років) і сестру (8 або 9 років) взяли на себе 17-річна Енні та її 20-річний брат Беннетт.
У 1888 році Енні Коен одружилася з Саймоном Копчовським, дрібним торговцем, і взяла подвійне прізвище — Коен Копчовська. За наступні чотири роки вона народила трьох дітей. Поки чоловік, побожний ортодоксальний єврей, відвідував синагогу і вивчав тору, Енні працювала, продаючи рекламу в кількох бостонських газетах, щоб прогодувати родину.

## Навколосвітня подорож
У 1894 році колишній гарвардський студент, який взяв псевдонім Пол Джонс, заявив, що тренується, бо побився об заклад, здійснити подорож навколо світу на велосипеді. За його словами, ставка в його суперечці була 5 000 доларів. Однак два тижні потому виявилося, що ніякого спору не було і новина була підробленою. 
Однак вона породила інший спір між двома багатими бостонськими чоловіками. Було поставлено 20 000 доларів проти 10 000 на те, що жодна жінка не зможе об'їхати на велосипеді навколо світу за 15 місяців. Найімовірніше, одним з учасників парі був лікар Альберт Рідер, а іншим полковник Альберт Поуп, власник фабрики, яка виробляла велосипеди. 
На той час (1890-ті) велосипед став дуже популярним транспортом, зокрема, серед жінок, оскільки давав їм змогу самостійно пересуватися на довші відстані, в умовах патріархатних заборон. Поширення велосипедів змінило моду: від важких матеріалів і довгих спідниць до легких тканин і шароварів. Жінка на велосипеді стала символом емансипації. Кількома роками раніше Томас Стівенс першим з чоловіків об'їхав велосипедом навколо світу.
У Енні Коен було мало шансів взяти участь у цій суперечці: вона жодного разу в житті не їздила на велосипеді, була невисокою й худою і мала єврейське прізвище свого чоловіка, коли в місті були антисемітські настрої. До того ж вона була одружена і з трьома маленькими дітьми (5-ти, 3-х і 2-х років). Однак її сім'я потребувала грошей. 
Тоді Енні Коен самостійно знайшла та зацікавила спонсорів — компанію Londonderry Lithia, які заплатили їй 100 доларів за те, що на її велосипеді буде розміщений плакат з їхньою рекламою, а вона представлятиметься як «Енні Лондондеррі» протягом всієї поїздки. Коен купила 19-кілограмовий жіночий велосипед (при цьому вона важила всього приблизно 45 кг) і вирушила в навколосвітню подорож.

### Початок подорожі
Близько 11 годин ранку 27 червня 1894 року 24-річна Енні Коен почала свою подорож з Капітолії штату Массачусетс. На ній була довга спідниця, корсет і блузка з високим коміром, а з собою — змінний одяг і револьвер. На шляху до першої точки призначення, Чикаго, вона проклала маршрути, зазначені в туристичних довідниках: в них була інформація про відстані, дорожні умови та готелі, які роблять знижки велосипедистам. За гарних погодних умов Коен щодня долала від 13 до 16 км.
До моменту прибуття в Чикаго 24 вересня, тобто за 3 місяці, Енні Коен схудла приблизно на 9 кг і при вазі 36 кг не могла продовжувати поїздку. Наближалася осінь, а їй було необхідно перетнути гори Сан-Франциско до першого снігу, що було неможливо. Коен вже збиралася повернутися до Бостона, коли велосипедна компанія Sterling Bicycle Co. запропонувала спонсорувати її поїздку, подарувавши їй чоловічий велосипед з написом «The Sterling» на рамі. У цієї моделі була одна передача і відсутні гальма (!), зате вона була на 9 кг легша від попередньої. Коен переодяглася зі спідниці в шаровари, а згодом перейшла на чоловічі костюми для верхової їзди.

### Європа та Азія
Змінивши одяг і велосипед на зручніші, Енні Коен була сповнена рішучості завершити поїздку і виграти парі, навіть попри те, що часу залишалося 11 місяців з 15. Вона досягла Нью-Йорка і звідти сіла на лайнер, що плив до Франції. 3 грудня вона зійшла на берег і тут же зіткнулася з перепонами. Її велосипед і гроші конфіскували на митниці, а французькі газети публікували образливі статті, що висміювали її зовнішній вигляд. Проте Коен подолала бюрократичні перепони, повернула свої речі і продовжила поїздку. Попри затримки і погану погоду, через два тижні після висадки на берег вона прибула до Марселя. Одна її нога була перев'язана, а сама вона спиралася на кермо через травми, отримані в дорозі.
Коен покинула Марсель на пароплаві. У неї залишалося всього 8 місяців, щоб завершити подорож. Парі не передбачало мінімальної дистанції, яку вона мала проїхати, тому вона подорожувала морем, зупиняючись у різних країнах і здійснюючи там одноденні поїздки.

### Повернення до США
9 березня 1895 року Енні Коен відпливла від берегів Японії і 23 березня досягла Сан-Франциско. В Ель-Пасо вона і ще кілька велосипедистів потрапили в аварію і мало не загинули, а в Айові Коен зламала зап'ястя і частину поїздки проїхала в гіпсі.
12 вересня 1895 року, через 15 місяців після відбуття, Енні Коен прибула до Чикаго в компанії двох велосипедистів, яких зустріла в Айові. 
Вона виграла парі і отримала 10 000 доларів від переможеного. Журнал New York World назвав присвячену їй статтю «Найнезвичайніша подорож, коли-небудь здійснена жінкою».

## Підприємництво та журналістика
Енні Коен була талановитою підприємницею і оповідачкою. Її поїздка стала можливою лише завдяки тому, що вона привернула увагу ЗМІ і, відповідно, спонсорів, які хотіли, щоб на її велосипеді висіла їх реклама. А під час подорожі вона давала лекції, розповідаючи про свої пригоди у авантюрному стилі, таким чином створюючи потрібний їй образ. Ці історії привернули ще більшу увагу ЗМІ, збільшивши її популярність. Наприклад, у Франції Коен розповідала, що вона сирота, яка отримала багату спадщину, випускниця Гарварду, працелюбна і племінниця сенатора США. А кола була в США, розповідала, як разом з німецькою королівською родиною полювала на тигрів в Індії, а в Японії потрапила у в'язницю з кульовим пораненням. Так Енні Коен створила з себе бренд, який успішно продавався .
Коен також продавала свої світлини, автографи та сувеніри. Після повернення додому вона прийняла пропозицію написати статтю про свої пригоди, а потім переїхала до Нью-Йорка, щоб продовжити кар'єру журналістки. У її першій статті говорилося: «Я журналістка і „нова жінка“, якщо цей термін передає мою віру в те, що я можу робити все те ж саме, що і чоловіки».

## У культурі
У 2013 році режисерка Джилліан Вільямс зняла 27-хвилинний документальний фільм про Енні Коен «The New Woman: Annie „Londonderry“ Kopchovsky».